# L'Inconnue du palace
Pour les articles homonymes, voir L'Inconnue.
Pour plus de détails, voir Fiche technique et Distribution.

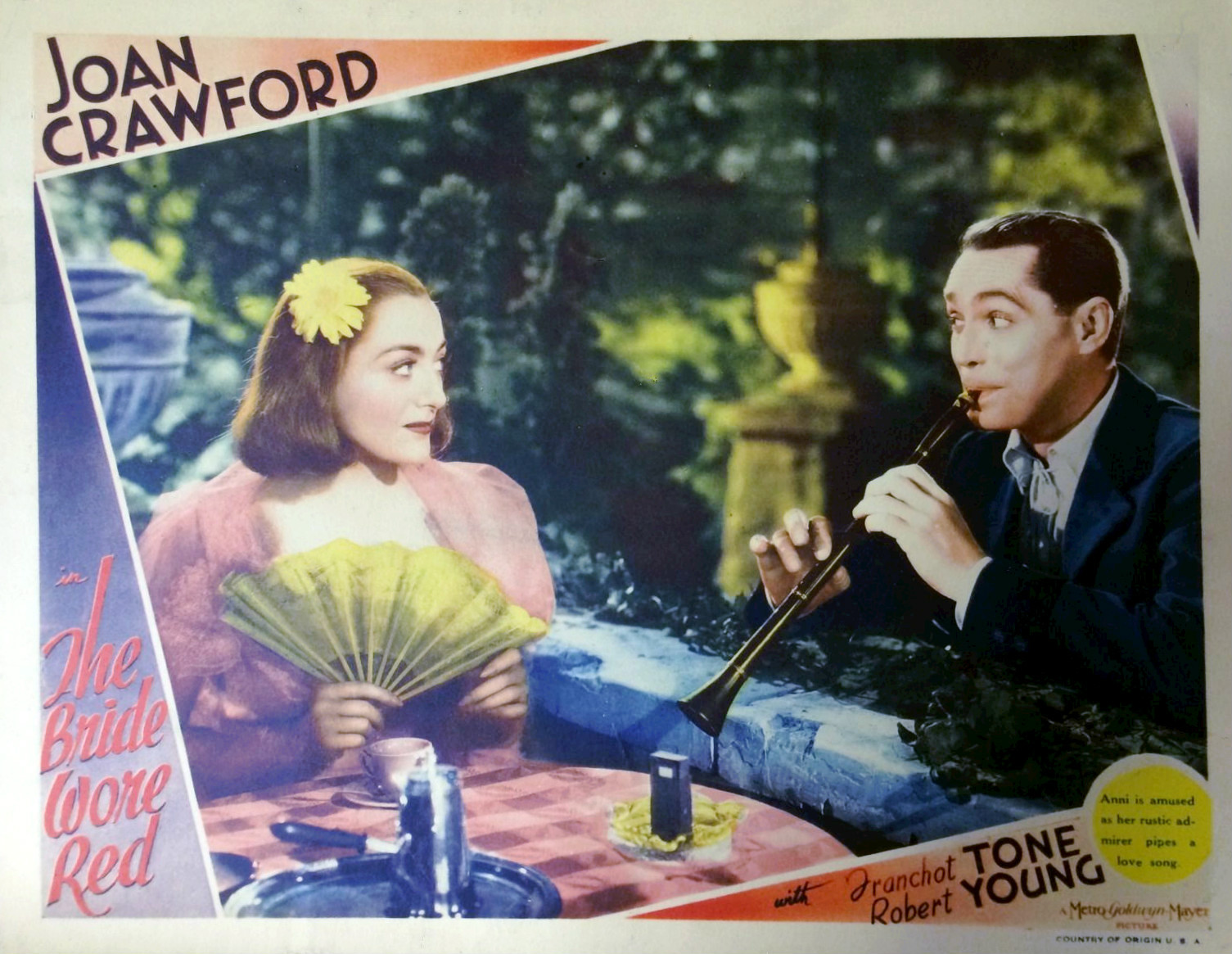
Joan Crawford et Franchot Tone

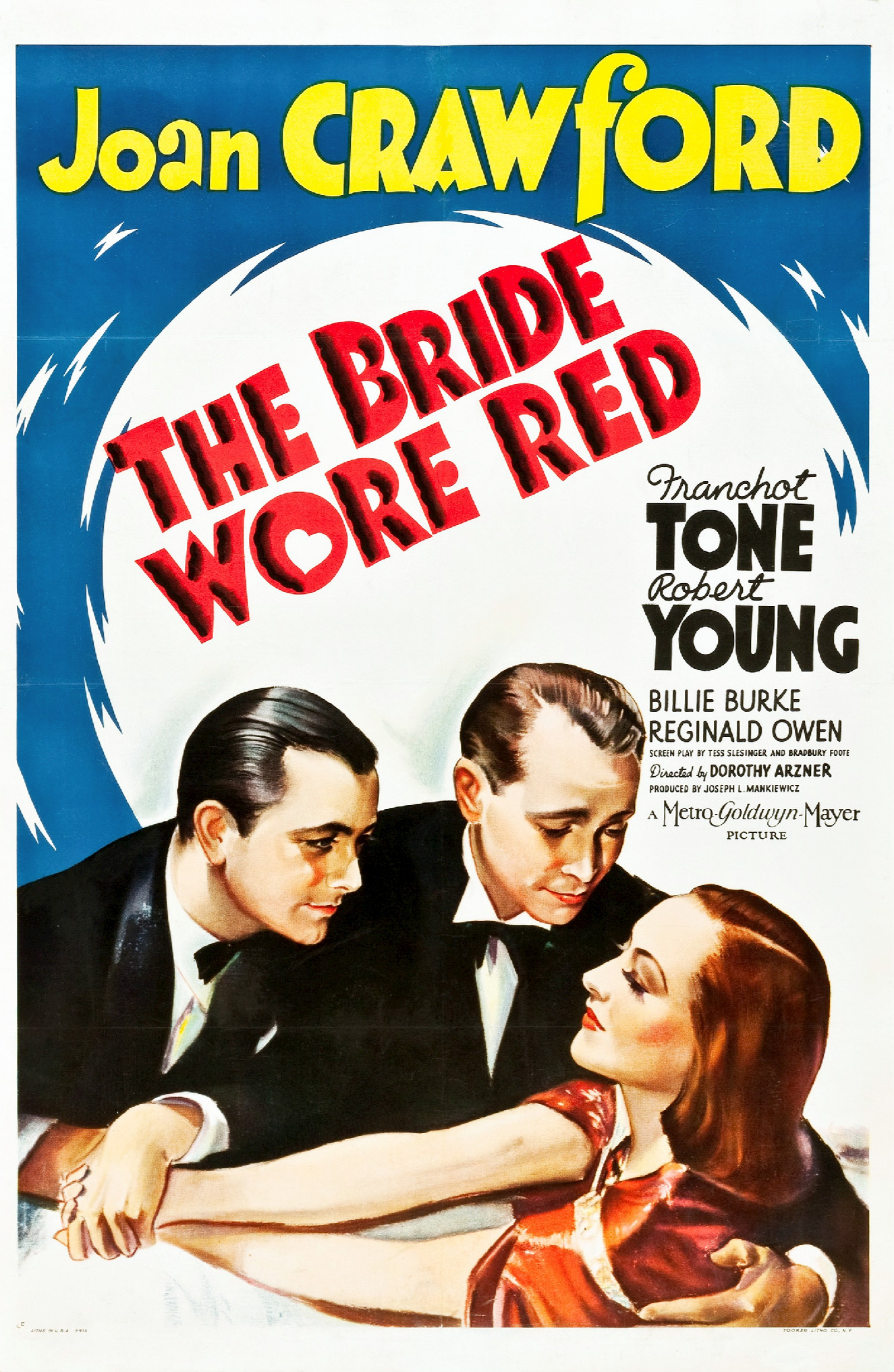
Affiche du film.

L'Inconnue du palace (titre original : The Bride Wore Red) est un film américain réalisé par Dorothy Arzner, sorti en 1937.

## Synopsis
Une jeune émigrée, chanteuse dans un bar interlope de Trieste, se voit proposer par un riche aristocrate, venu s’encanailler et ivre, d’aller passer deux semaines dans un palace d’une station touristique du Tyrol Sous une fausse identité, grisée par la grande vie, elle rêvera d’un riche mariage avec un séducteur fortuné. Mais c’est un modeste paysan postier qui conquiert son cœur.

## Fiche technique
- Titre : L'Inconnue du palace
- Titre original : The Bride Wore Red
- Réalisation : Dorothy Arzner
- Scénario : Tess Slesinger et Bradbury Foote d'après la pièce The Girl From Trieste de Ferenc Molnár
- Production : Joseph L. Mankiewicz
- Photographie : George J. Folsey
- Montage : Adrienne Fazan
- Musique : Franz Waxman
- Chorégraphie : Val Raset
- Direction artistique : Cedric Gibbons
- Décors : Cedric Gibbons
- Costumes : Adrian
- Producteur : Joseph L. Mankiewicz
- Société de production : Metro-Goldwyn-Mayer
- Société de distribution : Metro-Goldwyn-Mayer
- Pays de production :  États-Unis
- Tournage : du 5 juin 1937 au 10 août 1937
- Format : Noir et blanc — 35 mm — 1,37:1 — Son : Mono (Western Electric Sound System)
- Genre : Comédie dramatique
- Durée : 103 minutes
- Dates de sortie : 
  - États-Unis : 8 octobre 1937
  - France : 22 juin 1938

## Distribution
- Joan Crawford : Anni Pavlovitch
- Franchot Tone : Giulio
- Robert Young : Rudi Pal
- Billie Burke : Comtesse Di Meina
- Reginald Owen : Amiral Monti
- Lynne Carver : Maddalena Monti
- George Zucco : Comte Armalia
- Mary Philips : Maria
- Paul Porcasi : Signor Nobili
- Dickie Moore : Pietro
- Frank Puglia : Alberto

Et, parmi les acteurs non crédités :
- Fred Malatesta : Le serveur de Rudi
- Ann Rutherford : Une jeune paysanne